# Giorgio Gomelsky
Giorgio Gomelski, (Tbilisi, Gruzija, 28. veljače 1934.) (gruzijski emigrant s prebivalištem u Engleskoj), poznat je bio šesdesetih godina prošlog stoljeća, kao glazbeni producent, impresario, tekstopisac (pod imenom Oscar Rasputin), glazbeni menadžer i filmaš.
Rođen je u Gruziji, odrastao u Švicarskoj, a poslije je živio u Engleskoj i SAD.
Tih godina posjedovao je hotel (Station hotel) i klub u Londonu (u kvartu Richmond) - Crawdaddy Club u kojem su Rolling Stonesi započeli svoju glazbenu karijeru i bili kućni sastav, uz ne baš puno publike. Na samom početku bio im je i menadžer, i veliki podupiratelj (gotovo član), ali bez ikakvog pismenog ugovora. Tako da je taj njihov odnos vrlo brzo pukao, čim je za grupu čuo Andrew Loog Oldham, koji je Rolling Stonesima odmah dao ugovor na potpis i tako službeno postao menadžer Stonesa. Gomelski je u kasnijim intervjuima, spominjao tu epizodu, i rekao; da mu je silno žao, - zbog tog po njemu egocentričnog i đavoljeg poteza. Da on tada uopće nije mario o ugovorima, i da je za njega riječ bila važnija od ugovora. Da je istina, tako ostao bez gomile novaca, ali da Rolling Stonesi mogu više žaliti, jer da bez njega nisu napredovali kako bi trebali.
Nakon Stonesa uzeo je novu grupu pod svoje okrilje - Yardbirdse.  Bio je i njihov glazbeni producent tijekom 1966. godine. Giorgio je 1967. pokrenuo je vlastitu produkciju ploča - Marmalade Records, koja je izbacila u glazbene vode tadašnje zvijezde; Julie Driscoll, Briana Augera,  The Trinity, The Blossom Toes, Grahama Gouldmana, Kevina Godleya i Lol Creme (oni su kasnije postali grupa 10cc). Kuća je djelovala do 1969. godine. Gomelsky je bio angažiran u karijerama The Soft Machinea, Daevida Allena, Gonga, Magme i Materiala. Danas Giorgio Gomelsky živi u New Yorku.

## Vanjske poveznice
- Intervju s Giorgiom Gomelskim